# Nacionalizmus
A nacionalizmus a nemzetek kialakulásának, a nemzetté válás folyamatának ideológiája. Legfontosabb  jellemzője a nemzet fogalmának előtérbe helyezése, az a nézet, hogy a nemzeti azonosság (nemzeti identitás) az emberi élet alapvető értéke, amely általában megelőz minden más szűkebb és tágabb csoporthoz (például társadalmi osztály, párt, vallás) való tartozást, kötődést. A nemzetet a területi egység, a közös nyelv, kultúra, értékrend és szokások, a közös mítoszok és történelem, valamint mindezek tudata jellemzi.
A nacionalizmus gyakran a nemzet és állam egységéből indul ki, azt hirdeti, hogy a nemzetet a teljes szuverenitás joga illeti meg. A nacionalizmus kiindulópontja, hogy mindenkinek van nemzetisége, a politikai közösség, a nemzetállam pedig ezen az alapon nyugszik.
Minden nemzetnek megvannak az úgynevezett „referencianemzetei”, tehát azok a nemzetek (általában a szomszédai), amelyekhez méri, amelyekkel összehasonlítja magát (a magyaroknak például a románok vagy az osztrákok, a szlovákoknak a magyarok és a csehek, a lengyeleknek az ukránok stb.). 
Két fő eltérő formája az etnikai nacionalizmus  és az (állam)polgári nacionalizmus . Szélsőséges formája az ultranacionalizmus.
Létezik ezek mellett vallásos nacionalizmus  is világszerte, aminek legelterjedtebb formái a keresztény nacionalizmus és a cionizmus.
A nacionalizmus főleg a liberális, szocialista kritikusai által elvetett és legtöbbet vitatott politikai nézetrendszer.

## A nacionalizmus kifejezés jelentéstartalma
- Egyik, ma már elhalványult jelentése az az érzelmi kötődés, amelyet az ember a családja, az általa használt és alakított környezete, a faluja, a városa, a megyéje, a hazája iránt érez, a patriotizmus.
- Másik jelentése a nemzetépítés feladatára utal, amely az ideológia megalkotásával, a kultúra egységesítésével és érzelmi élmények átélésével a közös nemzeti identitás kitalálását és megteremtését célozza.
- Harmadszor értelmében nemcsak a programot, hanem magát a nemzetépítés folyamatát is jelenti.

## A nacionalizmus eredete
A modern nacionalizmus előzményét a 18. század irodalmában, a felvilágosodás szellemi mozgalmaiban kell keresni. Ekkorra Európa több országában létrejött egy olyan értelmiségi réteg, mely a hazai kultúra megerősítését vallotta. Fontossá vált a nyelv szerepe is: a nemzeti nyelv pozíciójának megerősítését szorgalmazták.
Ilyen volt Magyarországon az 1760-as évektől kezdve Bessenyei György, Barcsay Ábrahám, Ráday Gedeon, Péczeli József, Teleki Ádám, Teleki József és mások írói mozgalma. Ők hozták létre az ún. franciás irányt, melynek célja francia írók tanulmányozása, ismertetése és utánzása volt, elsősorban azért, hogy az „elmaradt” magyar nemzetet a Nyugat utolérésére segítse, ösztönözze. A magyar nyelv presztízséért vívott harc újabb lendületet kapott, amint II. József a Magyar Királyság hivatalos nyelvévé a németet tette (1784).
Hasonló törekvések a Magyarországon élő nemzetiségeknél is megjelentek. A román erdélyi iskola propagálta elsőként a románok ősfoglalásának hipotézisét. Szintén az erdélyi iskola alakította ki a jelenlegi latin betűs román ábécét, amely felváltotta a cirill betűs írást. Ők jelentették meg 1825-ben Budán az első négynyelvű román szótárt. Az iskola a román nyelv jövevényszavait francia és olasz eredetű neologizmusokkal próbálta helyettesíteni.

## Modern nemzetkoncepciók

### Államnemzet
A nemzet modern fogalma a felvilágosodás idejére alakult ki. Az új szemlélet meghatározását először a Diderot és d’Alembert szerkesztette Nagy Encyclopedia tartalmazza. Szekfű Gyula szavaival:
„Nemzet nem egyéb, mint egy kormány alatt, ugyanazon állami határokon belül élő emberek összessége; az állami terület a primér, s belőle vezetendő le a nemzet és nyelv területe. Ameddig terjed az államhatár, addig nyúlik a nemzet és nyelv is; az állam prepotenciája oly nagy, hogy a nemzetnek még azon jogát is elveszi, hogy egységes államban tájszólások szerint differenciálja önnyelvét. Az Encyclopédie szerzőire itt a Richelieu-től inaugurált francia nyelvi és állami egység hatott, ennek mintájára követelik - más lehetőség eszükbe sem jut -, hogy állami egységnek tökéletes nyelvi egység feleljen meg.”

Az esetleges etnikai és nyelvi különállás ezen a területen nem játszott szerepet. (Például a bretonok papíron franciákká, az andalúziaiak pedig papíron spanyolokká váltak.) Hasonló folyamat ment végbe – inkább több, mint kevesebb sikerrel – Nyugat-Európa több országában: a korábban stabilizálódott államkereteket megszüntette az egységes nemzetté válás. Így kialakult az államnemzet liberális felfogása, amely egy nemzet tagjának tekinti az egy országban élő embereket, és amely Nyugat-Európában – kivételekkel – máig uralkodó.

### Kultúrnemzet
Közép- és Kelet-Európában azonban nagyobb méretű, eltérő történelmi múltú területeket, etnikumokat, nyelveket, kultúrákat magukba foglaló, birodalmi jellegű államok (Habsburg Birodalom, Oszmán Birodalom és Orosz Birodalom) a többféle nép miatt nem valósulhatott meg a hosszú távú fennmaradásuk, a kialakuló népek túl sokan voltak egy államban. Így egy államban több – eltérő fejlődési fokon álló, s helyenként eltérő társadalmi szerkezetű – nemzet alakult ki, amely egyes területeken még egymással szembenállva is élt. Ezek az etnikai, vérbeli, történelmi jegyek alapján teremtették meg saját identitásukat. Így kialakult a kultúrnemzet felfogása, amely szerint nem az állami lét határozza meg a nemzeti hovatartozást. Közép- és Kelet-Európában ez az uralkodó, bár mindig voltak (és vannak) akik használják az államnemzet fogalmát.

### Az államnemzeti és kultúrnemzeti elkülönítés kritikája
Több szerző is felhívta a figyelmet, hogy a két nemzettípus dichotóm felfogása félrevezető is lehet, ugyanis éppen a sokat idézett német-francia példa tüzetesebb vizsgálata mutatja, hogy a francia nacionalizmus sem mentes az etnikai tényezőtől – gondoljunk csak a Dreyfus-ügyre – míg a hegeli hagyomány éppenséggel az államot helyezi középpontba.

## Ideológiai viták a nacionalizmusról
A nacionalizmus eredetének kérdése az utóbbi évtizedek egyik legtöbbet kutatott társadalomtudományi problémája. A két elméleti véglet az úgynevezett primodalista és a modernista megközelítés. Előbbi a köznapi felfogást tükrözi: a nemzet egy úgyszólván örök jelenség, mely a történelem során nem változik. Tehát az ókori görögök számára ugyanazt jelentette a görögség, hellénség mint például a magyarság a mai magyarok számára. Ez az álláspont az akadémiai diskurzusból kiszorult.
A következő álláspont szerint a mai értelemben vett nemzetről csak a modern korokban beszélhetünk, de kibontakozásában az új körülményeken kívül nagy szerepe volt a premodern korokból örökölt tradícióknak, hagyományoknak, etnikai magnak. Ezen irányzat – melyet premodernista és etnoszimbolista néven is említenek – fő teoretikusa a talán legismertebb nacionalizmus-kutató, Anthony D. Smith. Smith bírálóinak egyik fő érve éppenséggel a hagyomány fogalmával szembeni, 1980-as években felbukkant szkepticizmusban gyökerezik.
A harmadik, konstruktivista, modernista álláspont a nacionalizmust társadalmi konstrukciónak tekinti. Az elképzelés azon marxista feltevésből indul ki, miszerint az alap (társadalom) határozza meg a felépítményt, vagyis a nemzet létrejötte az első ipari forradalom és a tőkés fejlődés következménye. Ernest Gellner az ipari társadalom strukturális szükségletének tartja a nacionalizmust, mely lényegileg eltér a parasztinak nevezett társadalom identitástípusaitól. Benedict Anderson az írásbeliség elterjedését, a nyomdakapitalizmust, az irodalmi nyelv megteremtését véli kulcsfontosságúnak az elképzelt közösség létrejöttében. Anderson szerint a nemzet nem más mint egy elképzelt közösségen alapuló szolidaritás egymást nem ismerő és egymásról mit sem tudó emberek között. A modernista felfogás szerint a nemzet és nacionalizmus „tyúk vagy tojás” kérdésében a nacionalizmusé a primátus, a nemzet csak annak következménye.
Jelenleg a nyugati akadémiai körökben a három álláspont közül a modernista megközelítést favorizálják, ez azonban nem zárja ki, hogy később más álláspont kerüljön előtérbe. Nyilvánvaló, hogy a nyugat-európai teoretikusok által felvázolt nacionalizmus-modellek nehezen alkalmazhatók a keletebbi régiókra: a magyar vagy a lengyel nacionalizmus kezdetben a nemesség (nem a polgárság) ideológiája volt, a nemzeteszme létrejötte mindkét esetben megelőzte az iparosodást.

## A nacionalizmus problémái
A gondolat, amely szerint nemzeteket megilleti az államalkotás joga, a nacionalizmus a nemzetté válás folyamatának nélkülözhetetlen eleme. A nacionalizmus szélsőséges formája, melyet sovinizmusnak neveznek, gyakran vallja a kisebbségekkel szembeni tolerancia hiányát. Azonban problémát okoz annak megállapítása, hogy hol húzódik a határ a hagyományos nacionalizmus és annak eltorzult formája, a sovinizmus között.
A sovinizmus is a mi-ők ellentétből indul ki, csakhogy ebben az esetben az egyenlőtlenség, a nemzeti felsőbbrendűség dominál, összekapcsolódva a másik nemzet lekicsinylésével, esetenkénti megsemmisítésének szándékával. A patriotizmus tiszta hazaszeretet, mások megsértésének igénye nélkül. Nem más, mint a föld, a nemzeti múlt, a nemzeti intézmények, a nyelv és a szokások tisztelete és szeretete. Illyés Gyula szerint patrióta az, aki jogot véd, soviniszta az, aki jogot sért. A híres magyar író és esszéista, Szabó Zoltán ennek a témának szentelte a Szerelmes földrajz című könyvét.
A nacionalizmus szemben áll a klasszikus marxizmus internacionalizmusával (nemzetköziség), valamint a kozmopolitizmussal (amely szerint „elavult dolog a nemzet”).

## A nacionalizmus hívei arányának változása Magyarországon
|                                    | 1995  | 2003  | 2013  | 2023  |
| ---------------------------------- | ----- | ----- | ----- | ----- |
| konzisztens nacionalisták          | 33,2% | 29,8% | 20,8% | 18,8% |
| mérsékelt nacionalisták            | 34,1% | 18,5% | 18,1% | 6,0%  |
| meghasonlott nacionalisták         | 8,5%  | 17,8  | 22,3% | 17,2% |
| mérsékelt kozmopoliták             | 14,3% | 21,9% | 24,2% | 31,0% |
| konzisztens, inkluzív kozmopoliták | 10,0% | 12,0% | 14,5% | 33,0% |

Csepeli György és Örkény Antal 2024-ben megjelent tanulmánya szerint a nacionalizmus az 1995 utáni évtizedben fokozatosan visszaszorult Magyarországon. A 2010-től erősen jelentkező kormányzati propaganda ellenére csökkent a következetes, vérségi-etnikai alapú nemzeti eszme híveinek aránya, és nőtt a kozmopolita gondolkodásúaké. 
A nemzetközi projekt keretében végzett kutatás 1000 fős minta személyes megkérdezésén alapult, de idővel egyre többen nem vállalkoztak az interjúra, és ilyenkor a csere nem biztos, hogy egyenértékű az előzővel. Továbbá nem vizsgálták a válaszolók anyanyelvét, ami fontos vizsgálati szempont lenne. A kutatásban megjelenő egyértelmű tendenciák ennek ellenére érdekesek.